# Daniela Götze
Daniela Götze (* 1978) ist eine deutsche Mathematikdidaktikerin mit Schwerpunkt auf der Primarstufe und seit Oktober 2022 Hochschullehrerin an der TU Dortmund. Sie ist Expertin für den sprachsensiblen Mathematikunterricht in der Grundschule.
Nach dem Studium des Grundschullehramtes und der Dissertation 2007 an der Universität Paderborn bei Hartmut Spiegel und Ingrid Scharlau wurde sie 2009 Akademische Oberrätin für Didaktik der Mathematik mit dem Schwerpunkt Primarstufe an der TU Dortmund und 2019 Professorin an der Universität Siegen sowie 2021 Professorin an der Universität Münster. Sie arbeitete mit bei den Projekten KIRA, Mathe sicher können (mathe-sicher-koennen.dzlm.de), PriMaKom (primakom.dzlm.de) sowie PikAs (pikas.dzlm.de). Sie ist Autorin der 2017 als Schulbuch des Jahres ausgezeichneten Neubearbeitung des „Zahlenbuchs“ (Klett).

## Schriften
- „Mathematische Gespräche unter Kindern“ – Zum Einfluss sozialer Interaktion von Grundschulkindern beim Lösen komplexer Aufgaben, Hildesheim: Franzbecker Verlag, 2007, ISBN 978-3-88120-456-9.[2]
- Vielfalt und Mehrdeutigkeit im Mathematikunterricht, 2010.
- Sprachförderung im Mathematikunterricht, Berlin, Cornelsen 2015, ISBN 978-3-589-16230-7.
- mit Christoph Selter, Elena Zannetin: Das KIRA-Buch: Kinder rechnen anders, Seelze: Kallmeyer 2019, ISBN 978-3-7727-1352-1.

## Einzelbelege
1. ↑  Neuberufene Professor*innen 2022. TU Dortmund, Oktober 2022, abgerufen am 25. November 2022.
2. ↑  Mathematische Gespräche. (PDF) Abgerufen am 23. Oktober 2022.

| Personendaten    | Personendaten                   |
| ---------------- | ------------------------------- |
| NAME             | Götze, Daniela                  |
| KURZBESCHREIBUNG | deutsche Mathematikdidaktikerin |
| GEBURTSDATUM     | 1978                            |